# Смолеевка
Смолеевка — село в России, расположено в Ухоловском районе Рязанской области. Является административным центром Смолеевского сельского поселения.

## Географическое положение
Село Смолеевка находится примерно в 12 км к юго-востоку от Ухолово.

## История
Христорождественская церковь в селе Смолеевка впервые упоминается в окладных книгах за 1676 год. Усадьба основана в первой половине XVIII века помещиком С. К. Реткиным. В последней четверти столетия в селе было две усадьбы. Одной владели капитан М. К. Реткин и его брат А. К. Реткин, далее их наследники. В середине XIX века П. И. Реткин, затем полковник А. А. Кобяков (г/р 1802), женатый на Е. В. Вердеревской (г/р 1809). Второй усадьбой в последней четверти XVIII века владел опекун Московского Воспитательного дома коллежский советник Б. В. Умской (ум. 1780), женатый первым браком на Е. Д. Плавильщиковой (ум. до 1762), далее их дочь А. Б. Умская (1750—1829), вышедшая замуж за статского советника Я. О. Кафтырева (1752—1816/19), затем их дочь Е. Я. Кафтырева, вышедшая замуж за капитана Т. П. Плюскова и её сестра А. Я. Кафтырева.
В 1782 году помещицей Варварой Онисифоровной Реткиной вместо старой деревянной в селе была построена новая каменная церковь в формах барокко, с приделами 1850-х годов. Сохранились старинные надгробия у церкви и остатки пейзажного парка из смешанных пород деревьев.
Б. В. Умскому принадлежала усадьба Морозовы Борки, а А. А. Кобякову усадьбы: Шумань и Мостье.
А. Б. Кафтырева — бабушка поэта и прозаика Я. П. Полонского.
В 1905 году село являлось административным центром Смолеевской волости Ряжского уезда и имело 156 дворов при численности населения 1274 человека.

## Население
| 1859 | 1897  | 1906  | 2010 |
| ---- | ----- | ----- | ---- |
| 1416 | ↘1053 | ↗1274 | ↘331 |

## Транспорт и связь
В селе имеется одноимённое сельское отделение почтовой связи (индекс 391930).